# Русские ведомости
«Ру́сские ве́домости» (рус. дореф. Русскія Вѣдомости) — российская общественно-политическая газета, выходившая в Москве с 1863 по март 1918 года. Выпускалась до 1868 года 3 раза в неделю, а затем — ежедневно. Основанная литератором Н. Ф. Павловым, газета в скором времени сделалась органом либеральной московской профессуры и земских деятелей, противостоявшим более консервативным «Московским ведомостям».

## История
Первый номер газеты вышел 3 сентября 1863 года. Подписка стоила 3 рубля в год. Печатались «Русские ведомости» в типографии в доме Клевезаль. Секретарем редакции был Н. С. Скворцов, к которому после смерти Павлова, в 1864 году перешла газета.
Скворцов сумел привлечь ярких литераторов и общественных деятелей того времени: А. И. Чупрова, М. А. Саблина, А. И. Урусова, И. И. Янжула, Б. Н. Чичерина, И. К. Бабста, Г. И. Успенского, А. И. Левитова.
В газете печатались либеральные представители Городской думы, среди них: Н. Н. Щепкин, С. Н. Гончаров, А. И. Кошелев.
С 1868 года газета стала ежедневной без предварительной цензуры, а с 1871 года увеличилась в размере. Подписка стала стоить 7 рублей в год.
В 1873 году на неофициальном совещании редакции была выработана программа издания, она была напечатана на правах рукописи и раздавалась сотрудникам газеты. Главным политическим требованием стало ограничение власти монарха конституцией, осуждались любые крайности самодержавного режима.
В этом же году 4 декабря «Русские ведомости» получили предупреждение за то, что они «заключают в себе крайне, в циничной форме, враждебное сопоставление различных классов населения и, в частности, оскорбительное отношение к дворянскому сословию».
Неоднократно воспрещалась розничная продажа газеты (в 1870, 1871 и 1873 годах).
С 1870-х годов к газете примкнули П. Д. Боборыкин, С. А. Муромцев, С. Н. Южаков, В. А. Гольцев, писатель-народник Н. Н. Златовратский, ученые Д. Н. Анучин и М. М. Ковалевский.
В 1883 г. газета перешла в собственность литературного товарищества, в состав которого вошли В. М. Соболевский, профессор А. И. Чупров, П. И. Бларамберг, Г. А. Джаншиев, М. А. Саблин, профессор А. С. Посников, А. П. Лукин, профессор Д. Н. Анучин, В. Ю. Скалон, В. С. Пагануцци и Богданов.

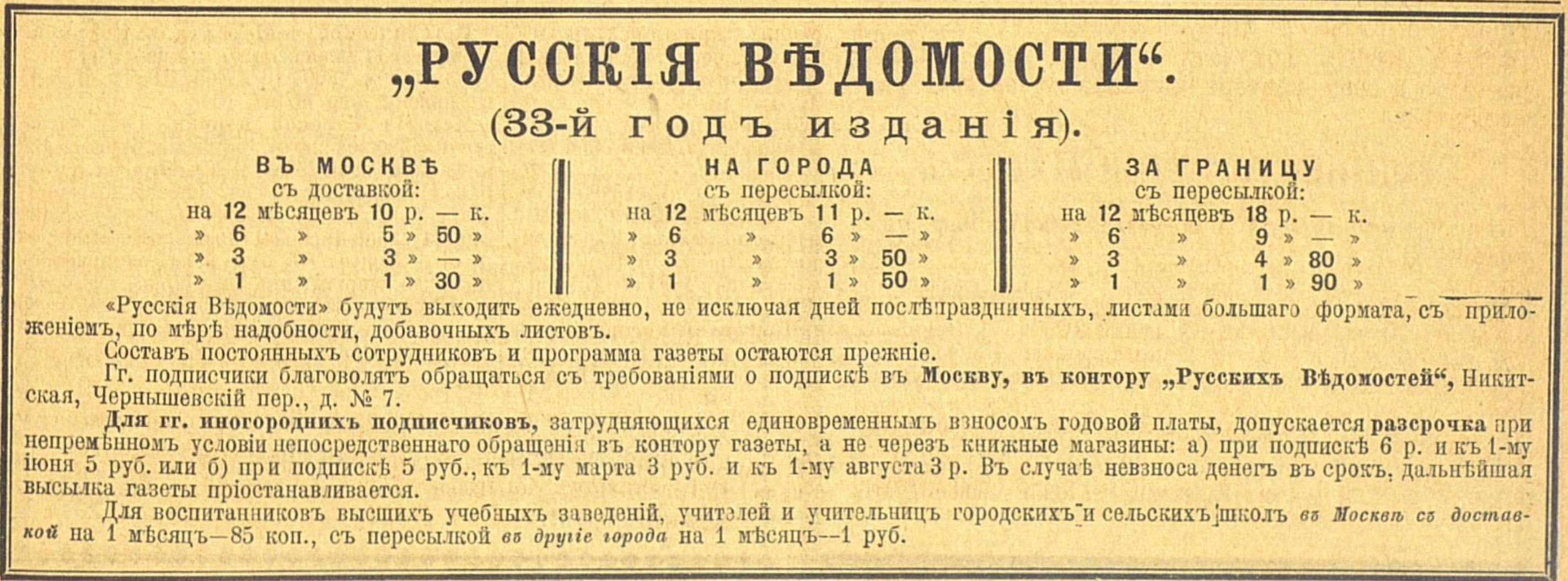
Реклама газеты, 1896 год

В 1880—1890-е годы газета, редактируемая В. М. Соболевским и А. С. Посниковым, проводила линию либеральной оппозиции правительству, отстаивала необходимость конституционных реформ, за что подвергалась цензурным репрессиям.
Окруженная внимательно следящими «доброжелателями» (из которых один, в «Московских Ведомостях», несколько лет тому назад потребовал даже, чтобы главари «Р. Ведомостей» вторично присягнули на верность основам Р. государственного строя), газета поневоле должна быть чрезвычайно осторожной и сдержанной. Вот почему направление ее часто сказывается не в том, что она говорит, а в том, о чем она умалчивает.
В 1886 году редакция переехала в новое здание, в котором находилась до закрытия газеты  в марте 1918 года — Большой Чернышевский переулок, д. 7. Появилась новая типография; увеличился формат газеты, номера стали выпускаться в 6 и 8 страниц.
В 1893 году, после смерти редактора Н. С. Скворцова, материальное состояние газеты стало затруднительным. В поддержку газеты было создано паевое товарищество «Русских ведомостей». В состав двенадцати учредителей вошли В. М. Соболевский, А. С. Посников, А. И. Чупров, Д. Н. Анучин, П. И. Бларамберг, В. Ю. Скалон, М. Е. Богданов, Г. А. Джаншиев, А. П. Лукин, В. С. Пагануцци и М. А. Саблин. На выпуск газеты дал крупную сумму В. К. фон Мекк.

В марте 1898 г. газета получила 3-е предостережение и была приостановлена на 2 месяца и затем подчинена особому виду предварительной цензуры, установленному примечанием к ст. 144 Ценз. устава. В энциклопедическом словаре Броггауза и Эфрона о Русских Ведомостях писали так:
«Р. Ведомости» занимают особое положение не только в московской печати, либо националистической, либо так называемой мелкой, но и вообще в ряду наших ежедневных изданий. Это — единственная газета, вполне подходящая к тому высокому типу печатного органа, который создан лучшими ежемесячными журналами. «Р. Ведомостях» никогда не угождают вкусам толпы и вместо того, чтобы спуститься до уровня массы читающей публики, стараются поднять ее до себя. Это создало им в кругах, привыкших к газетам «веселым» и «бойким», репутацию газеты «скучной», «профессорской» и т. п., но не помешало им получить огромное распространение (свыше 20 тыс.), как в Москве, так и особенно в центральной и восточной России. Лучшие круги русской провинции читают «Р. Ведомости». Ведется газета весьма серьезно и содержательно. Обычного газетного балласта, даваемого для пополнения столбцов, в «Р. Ведомостях», к тому же стесненных объемом (подписная цена ее ниже других газет), совсем нет. Газета дает сведения со строгим выбором. Располагая серьезными корреспондентами во всех концах России, она сообщает только факты проверенные и представляющие интерес общественный или государственный.
В 1901 году печать газеты была приостановлена за нарушение циркуляра, запрещавшего печатать отчёты о процессах против чинов полиции. 
С 22 декабря 1905 по 1 января 1906 года издание приостановлено за поддержку редакцией «мятежного движения». 
В «Русских ведомостях» в разное время сотрудничали Л. Н. Толстой, А. П. Чехов, М. Е. Салтыков-Щедрин, М. О. Гершензон, В. А. Гиляровский, П. Л. Лавров, Д. Н. Мамин-Сибиряк, Н. К. Михайловский, В. И. Немирович-Данченко, А. Серафимович, А. П. Голубев, А. Ф. Фортунатов, А. С. Хаханов, Н. Г. Чернышевский, П. И. Чайковский, Б. Н. Чичерин, Л. Н. Юровский и другие.
С 1905 года газета оказалась фактически органом правого крыла кадетов. Лидер большевиков В. И. Ленин её характеризовал как «…правый кадетизм с народническим налётом». «Русские ведомости» неоднократно штрафовали, конфисковали номера.
С 1912 года официальным редактором газеты был В. А. Розенберг.
Закрыта 15 марта 1918 года после Октябрьской революции за публикацию статьи Б. Савинкова «С дороги». Последний редактор Пётр Валентинович Егоров (1871—1933) приговорён к 3 месяцам заключения.